# Кемден (Мен)
Кемден (англ. Camden)  — місто в Окрузі Нокс, у штаті Мен, США, з населенням 4,850 осіб.
Протягом літніх місяців населення міста збільшується майже втричі у зв'язку з приїздом туристів та дачників.

## Географія
Місто розташоване на березі бухти Пенобскот-Бей затоки Мен Атлантичного океану біля підніжжя гори Мегантікук, висота якої — 419 метрів. 
Площа міста 69 кв.км. з яких 47 кв.км — суша.

## Населення
За переписом населення 2010 року населення міста становило 4,850 осіб — 2,382 домоволодінь, 1,313 сімей.
Расовий склад: 97.6% жителів білі, 0.3% — афро-американці, 0.7% азіати, іспанці та латиноамериканці  — 1.1%.